# Fettwiese

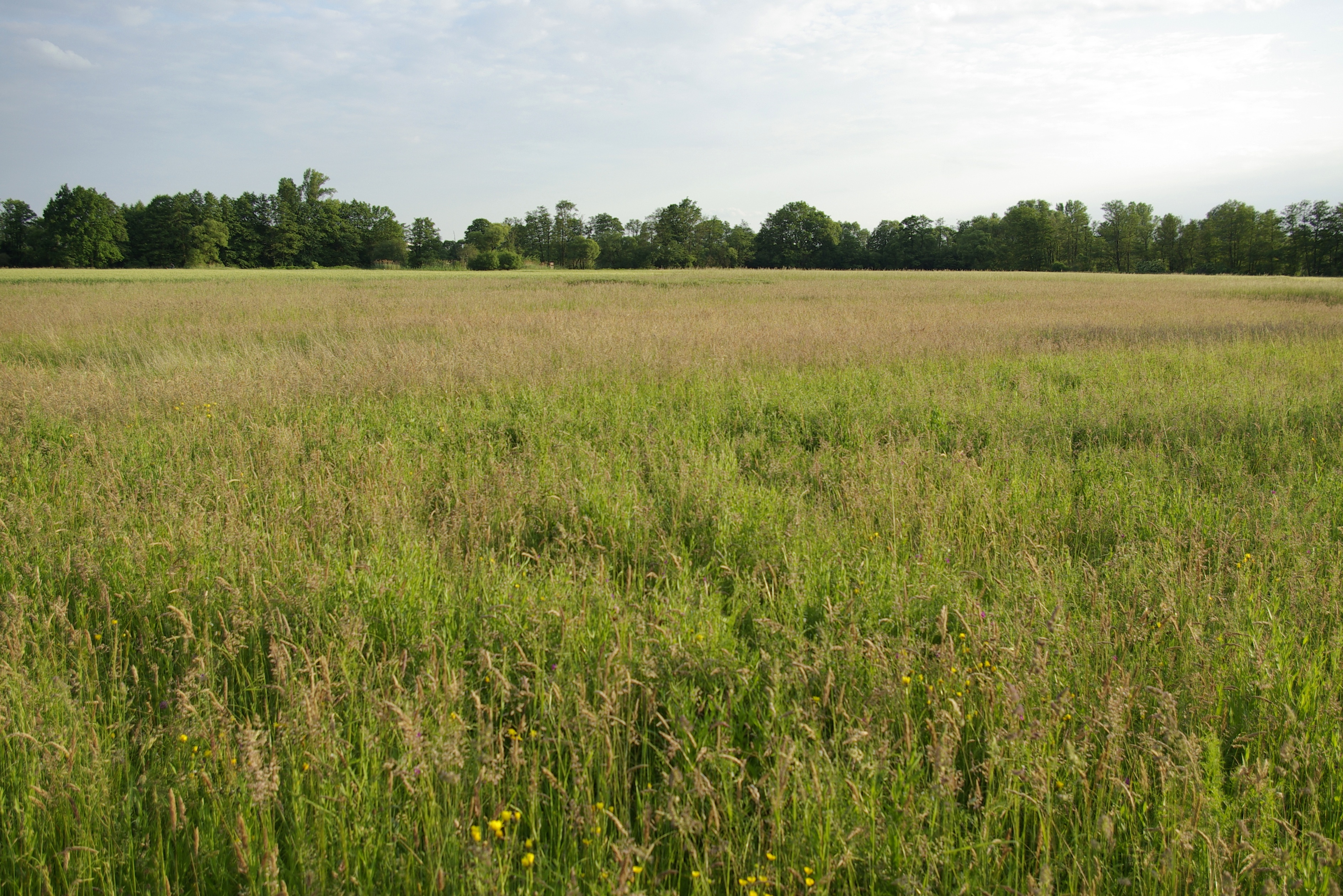
Noch nicht blühende Fettwiese

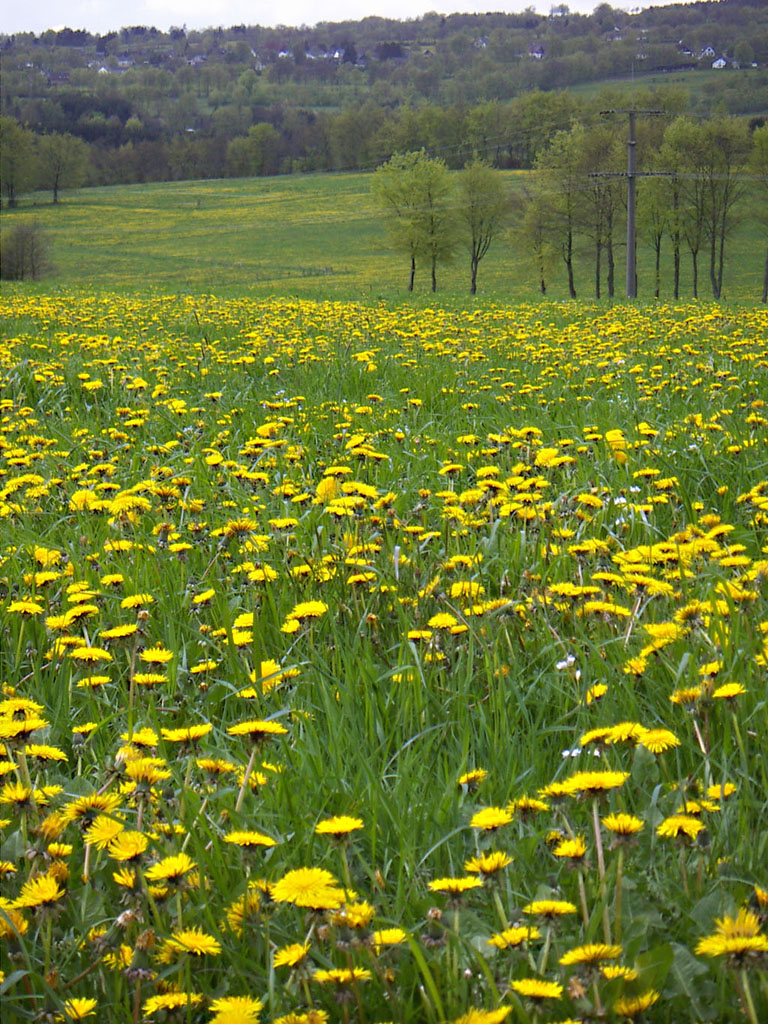
Eine typische blühende Fettwiese

Unter einer Fettwiese, landwirtschaftlich Intensivgrünland genannt, versteht man eine infolge von Düngung und seltener Bewässerung nährstoffreiche Wiese. Liegt eine Weidenutzung vor, spricht man von Fettweide.
Briemle et al. definieren die Grenze zwischen Mager- und Fettwiese mit einem Ertrag von 3,5 t Trockenmasse/ha und Jahr. Nach dieser Definition können auch ungedüngte Wiesen (z. B. in Auen) Fettwiesen sein.
Wie alle mitteleuropäischen Wiesen sind Fettwiesen genutzte Flächen, die sich ohne landwirtschaftliche Nutzung zu anderen Ökosystemen entwickeln würden.

## Charakterisierung
Traditionell wurden Fettwiesen zur Heugewinnung zwei- oder dreimal im Jahr geschnitten. Intensiv genutzte Fettwiesen werden heute bis zu sechsmal pro Jahr geschnitten, das Schnittgut wird meist nicht als Heu getrocknet, sondern durch Silage konserviert. Je intensiver die Nutzung ist, desto geringer fällt die Artenvielfalt einer Fettwiese aus. Traditionell genutzte Fettwiesen werden meist aus ca. 30 Pflanzenarten aufgebaut, trockene Wiesen im Übergang zu Magerwiesen weisen bis zu 40 Arten auf. Die „Goldhaferwiesen“ der Mittelgebirge sind mit 30–40 Arten ähnlich artenreich. Intensiv genutzte Fettwiesen weisen hingegen lediglich 10–20 Arten auf. Charakteristisch für stark gedüngte Fettwiesen ist eine einheitlich gelbe oder weiße Farbe durch das massenhafte Auftreten von Löwenzahn, Scharfem Hahnenfuß oder von hochwüchsigen, weiß blühenden Doldenblütlern wie Wiesenkerbel und Wiesen-Bärenklau. Durch den hohen Stickstoffgehalt im Boden kommen große Wuchshöhen der einzelnen Pflanzen zustande. Traditionell genutzte, nur mäßig gedüngte Fettwiesen können hingegen sehr blütenreich und bunt sein.

## Typen von Fettwiesen
Die typischen Fettwiesen werden im pflanzensoziologischen System nach der hochwüchsigen (Ober-)Grasart Glatthafer (Arrhenatherum elatius) Glatthaferwiesen (wiss. Name Arrhenatheretum elatioris) genannt (in der Schweiz auch Fromentalwiese). In den höheren Lagen der Alpen und der Mittelgebirge (ab ca. 600 m Höhe) werden sie nach und nach durch die ähnlichen Goldhaferwiesen (Verband Polygono-Trisetion) ersetzt, benannt nach dem Goldhafer. Fettwiesen stark vernässter oder quelliger Tallagen gehören zu den Sumpfdotterblumen-Wiesen (im pflanzensoziologischen System der Verband Calthion palustris). Beweidete Bestände aller Feuchtestufen, d. h. Fettweiden, unterscheiden sich von den Wiesen durch die viel weniger hohe Grasnarbe. Sie werden im Verband Cynosurion cristati zusammengefasst (nach dem Kammgras, Cynosurus cristatus, benannt). Intensiv landwirtschaftlich genutzte Bestände lassen sich durch ihre extreme Artenarmut in dieses System nicht mehr einordnen. Im Extremfall handelt es sich um durch Einsaat begründete Grasäcker aus nur einer Grasart, die nur (spärlich) von Ackerunkräutern begleitet sein kann (Übergang zu Feldgraskulturen als Ackerland ist in der Praxis fließend).
Charakterarten der Fettwiesen und -weiden der tieferen Lagen (Arrhenatherion):
Wiesenkerbel, Gewöhnlicher Glatthafer, Weiche Trespe, Kümmel, Wiesen-Pippau, Wiesen-Kammgras, Gewöhnliches Knäuelgras, Rohr-Schwingel, Wiesen-Schwingel, Weißes Labkraut, Wiesen-Bärenklau, Wolliges Honiggras, Acker-Witwenblume, Italienisches Raygras, Deutsches Weidelgras, Wiesen-Lieschgras, Große Bibernelle, Wiesen-Rispengras, Gewöhnliches Rispengras, Scharfer Hahnenfuß, Wiesen-Sauerampfer, Gewöhnlicher Löwenzahn, Weiß-Klee, Gamander-Ehrenpreis
Die Zeiger halbfetter Frischwiesen (Festuco-Agrostion):
Rotes Straußgras, Gänseblümchen, Rot-Schwingel
Charakterarten der Goldhaferwiesen höherer Lagen (Polygono-Trisetion):
Spitzlappiger Frauenmantel, Große Sterndolde, Behaarter Kälberkropf, Weichhaariger Pippau, Wald-Storchschnabel, Wald-Vergissmeinnicht, Meisterwurz, Schwarze Teufelskralle, Schlangen-Knöterich, Vielblütiger Hain-Hahnenfuß, Rote Lichtnelke, Trollblume

## Ökologie, Standortbedingungen
Durch die günstigen Feuchtigkeits- und Nährstoffverhältnisse im Boden sind gemähte Fettwiesen meist dicht- und hochwüchsig. In etwas weniger stark gedüngten Beständen beobachtet man einen mehrschichtigen Aufbau mit „Ober-“, „Mittel-“ und „Untergräsern“ sowie Kräutern in verschiedenen Schichten. Stark gedüngte Bestände bestehen fast nur aus Obergräsern und sind einschichtig. In Bodennähe bleibt es durch den dichten Wuchs relativ feucht und kühl.

## Bedeutung für den Artenschutz, Bedrohung
Die weniger intensiv genutzten, artenreicheren Ausprägungen der Fettwiesen wurden stark zurückgedrängt und sind in vielen Regionen, besonders in tiefen Lagen, selten geworden. Eine repräsentative Auswertung im Bundesland Nordrhein-Westfalen („Ökologische Flächenstichprobe“) ergab zum Beispiel: Intensiv gedüngtes Grünland (Wiesen und Weiden zusammengefasst) hat heute einen Anteil von 93 % an der gesamten Grünlandfläche des Landes. 74 % sind dabei artenarme und nur 19 % artenreiche Fettwiesen. (Nicht zu den Fettwiesen gehörendes Grünland, also Feuchtwiesen und Magerwiesen zusammen, erreichen noch einen Anteil von 7 %).
Die Schweiz hat ein nationales Programm zum Schutz der wertvollsten und artenreichsten Trockenwiesen und Trockenweiden aufgelegt. Vorangegangen ist eine nationale Kartierung potenziell geeigneter Gebiete. Dabei wurden auch „trockene, artenreiche Fettwiesen und Weiden (Kartierungsgruppe AE)“ mit bearbeitet. Der naturschützerische Wert dieser „halbfetten“ Wiesen und Weiden wird im Vergleich zu den echten Trockenrasen als gering eingestuft, trotz der meist sehr artenreichen Bestände. Sie sind aber nur in Ausnahmefällen Refugien für seltene oder gefährdete Zielarten des Schutzprogramms.